# Michael Effenberger
Michael Effenberger ist ein deutscher Regisseur und Drehbuchautor im Horrorfilm.

## Leben
Effenberger gründete 2006 zusammen mit Marcel Walz das Produktionsstudio Matador Film. Erstlingswerk war der Indie-Zombiefilm Infekt – Wie sieht das Ende der Welt aus. Er war an weiteren Zombiefilmen und Produktionen der Genre Torture und Found Footage beteiligt. 2018 führte er Regie bei dem Mysterythriller Alice – The Darkest Hour mit Carolina Hoffmann in der Titelrolle. Diesen Film inszenierte er gemeinsam mit Thomas Pill, den er bei den Dreharbeiten zu „Legend of Hell“ kennengelernt und bei zwei seiner Filmprojekte unterstützt hatte.

## Filmografie (Auswahl)

### Regisseur
- 2008: Infekt – Wie sieht das Ende der Welt aus
- 2008: Tortura
- 2011: La Isla
- 2014: Survival
- 2016: Seekers – Manche Orte sollten nie entdeckt werden
- 2018: Alice – The Darkest Hour

### Stab
- 2009: Familienradgeber 2 (Kamera)